# Marden Sports Complex
Marden Sports Complex – stadion piłkarski w Adelaide, w Australii. Został otwarty w 2000 roku. Obiekt może pomieścić 6000 widzów. Swoje spotkania rozgrywają na nim piłkarze klubu Adelaide Blue Eagles. Obiekt gościł także część spotkań 2. fazy grupowej Pucharu Narodów Oceanii 2004 (część eliminacji strefy OFC do Mistrzostw Świata 2006) oraz Pucharu Azji kobiet 2006.